# Fort de Buade
Fort de Buade fu un forte francese sito ove è oggi la città statunitense di St. Ignace (Michigan). Esso fu presidiato da una guarnigione dal 1683 al 1701.

## La missione
L'insediamento franco-canadese a St. Ignace ebbe inizio con l'omonima missione fondata da padre Jacques Marquette, S.I. nel 1669.
Nel 1680 era già diventata una comunità considerevole consistente nella missione, un villaggio francese con una dozzina di case, una città di indiani Uroni ed un'adiacente città di indiani Odawa, entrambe circondate da mura.
Nel 1681 l'uccisione di Annanhac, capo degli indiani Seneca, da parte degli Uroni e degli Illiniwek a Saint Ignace mise i Francesi sull'avviso che questa comunità necessitava di protezione. Anche le dure pratiche del commercio delle pelli erano una fonte di tensioni. Nel 1683 il governatore Antoine le Febvre de La Barre ordinò a Daniel Greysolon Du Luth e ad Olivier Morel de La Durantaye, di instaurare una presenza strategica sulla riva settentrionale degli Stretti di Mackinac, dove i laghi Michigan Huron si univano. La missione dei gesuiti venne fortificata e La Durantaye vi si stabilì come comandante generale dei forti francesi nel nord-ovest: Fort Saint Louis dell'Illinois (oggi North Utica, Illinois), Fort Kaministigoya (oggi Thunder Bay, Ontario) e Fort la Tourette (presso il Lago Nipigon sempre nell'Ontario). Egli era anche responsabile del territorio intorno a Green Bay.
Nella primavera del 1684 La Durantaye condusse una spedizione di soccorso da St. Ignace a Fort Saint Louis dell'Illinois, che era assediato dagli indiani Seneca. In estate ed ancora nel 1687, La Durantaye condusse coureur de bois ed indiani americani dagli stretti contro il territorio dei Seneca nella parte superiore dell'attuale Stato di New York. In quegli anni commercianti inglesi da New York entrarono nei Grandi Laghi e iniziarono commerci a Michilimackinac.
Questo e lo scoppio della Guerra franco-inglese nel 1689 indussero I francesi ad erigere nel 1690 il Fort de Buade ad opera del comandante Louis de La Porte de Louvigny.

## I forti

### Fort de Buade a St. Ignace

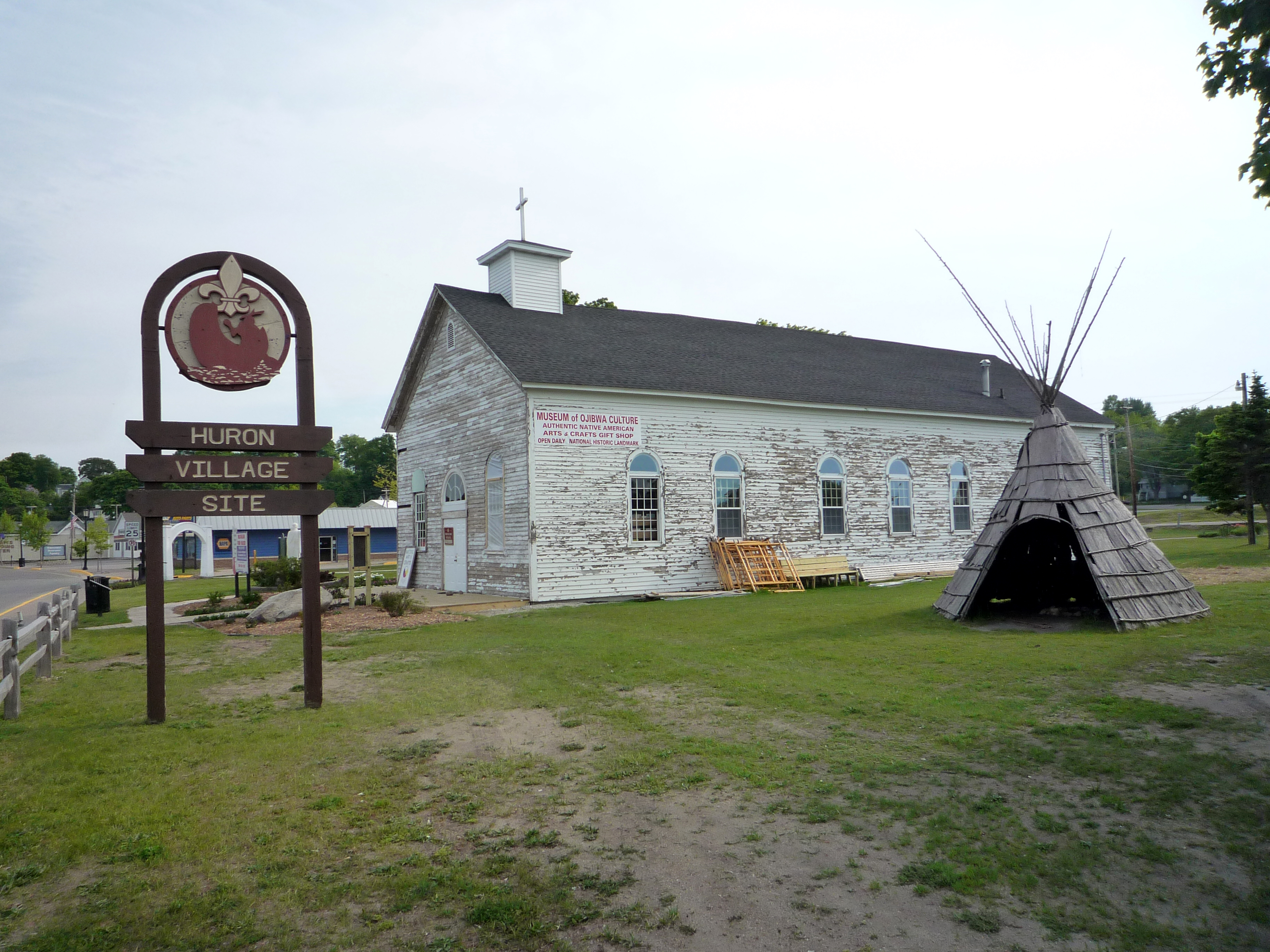
Missione di St. Ignace

Durante gli anni 1690 il forte divenne la base per gli attacchi dei francesi e dei loro alleati indiani contro i Seneca, alleati degl'inglesi. Esso rimase un importante centro commerciale e punto di distribuzione di armi e munizioni per la guerra contro gl'Irochesi.
Nel 1694 il governatore Frontenac inviò un suo giovane ed aggressivo protetto, Antoine Laumet de La Mothe de Cadillac, per dirigere il forte. Cadillac fece una piccola fortuna in quella posizione, probabilmente raccogliendo bustarelle. Nel 1697 Kondiaronk, capo degli Uroni, condusse da Michilimackinac un attacco contro i Seneca sul Lago Erie, che si concluse con una schiacciante vittoria dei primi e che infranse le speranze degli irochesi di una vittoria contro i francesi. Quattro anni dopo, Kondiaronk ebbe un ruolo di guida nel preparare la Grande pace di Montreal (4 agosto 1701) fra la Nuova Francia e le Prime nazioni, che pose fine alla guerra.
Durante il periodo di comando del Cadillac i rapporti fra quest'ultimo ed i gesuiti della Missione di St. Ignace non furono buoni. La Durantaye aveva diretto Michilimackinac con mano ferma: egli teneva sotto controllo il commercio dell'alcool, quello delle pellicce e teneva in riga i commercianti. Era un uomo onesto che passò gli ultimi anni della sua vita in povertà. Cadillac invece non si preoccupò molto di queste cose. In effetti, gran parte dell'alcool che giungeva sul luogo era fornito da lui stesso. I missionari, guidati da padre Etienne de Carheil, accusarono Cadillac di incoraggiare il commercio di alcool con gl'indiani, attività vietata da un decreto del re di Francia. Può darsi che Cadillac abbia svolto questa attività illegale per controllare i commercianti inglesi, ma è certo che essa era assai lucrosa per i suoi progetti finanziari personali.
Nonostante il commercio di liquori di Cadillac, la concorrenza commerciale fra inglesi e francesi continuava. Il Cadillac fu poi sostituito nel comando del forte da Alphonse de Tonti, fratello dell'esploratore Henri de Tonti
Nel 1701, Cadillac ottenne da Parigi l'autorizzazione a fondare un'altra postazione fortificata sul fiume Detroit, Forte Pontchartrain del Detroit, embrione della città (oggi statunitense) di Detroit (Michigan), per bloccare il flusso di merci che i commercianti inglesi trattavano nel lago Huron.
Tra il 1690 e il 1701 Fort de Buade era probabilmente difeso da una palizzata in legno. Si pensa che esso si trovasse in una località all'interno dell'attuale comune di St. Ignace, probabilmente su una collina prospiciente la Moran Bay, chiamata localmente "Fort Hill." Fino all'agosto del 2009 non erano stati ancora identificate tracce dei resti del forte.

### Il successivo forte presso Mackinaw City
Tra il 1701 ed il 1715 non vi fu una presenza ufficiale franco-canadese nello "Stretto di Mackinac", sebbene commerci non autorizzati continuassero a svilupparsi grazie ai coureur des bois.
Nel 1715 un reparto francese al comando di Marchand de Lignery ristabilì la presenza francese negli "Stretti di Mackinac" in preparazione di una guerra contro gli indiani Meskwaki (detti anche Fox) del Wisconsin. Una nuova postazione fu eretta sulla riva meridionale degli "Stretti", vicino all'attuale municipalità di Mackinaw City (Michigan) e fu chiamata Fort Michilimackinac.
Gran parte degli Uroni si spostarono a sud con Cadillac nel 1701. Gli Ottawa emigrarono da Moran Bay verso il nuovo forte e l'area di St. Ignace rimase pressoché abbandonata fino al XIX secolo.